# Smilax oblongifolia
Smilax oblongifolia là một loài thực vật có hoa trong họ Smilacaceae. Loài này được Pohl ex Griseb. miêu tả khoa học đầu tiên năm 1842.